# Roy Jones Jr.
Roy Jones Jr. (ur. 16 stycznia 1969 w Pensacoli) – amerykański (posiada także obywatelstwo rosyjskie) bokser, były mistrz świata w kategorii średniej (IBF), super średniej (IBF), półciężkiej (WBC – trzykrotnie, WBA – dwukrotnie i IBF) i ciężkiej (WBA); srebrny medalista olimpijski z Seulu. Pokonał 22 zawodników o tytuł mistrza świata w czterech kategoriach wagowych.

## Kariera amatorska
Największe sukcesy w amatorskiej karierze Roya to złoto w wadze do 54 kg (119 lb) w 1984 roku na United States National Junior Olympics, a także dwa tytuły bardzo popularnego i prestiżowego amerykańskiego turnieju o "złote rękawice" w 1986 roku w wadze do 63 kg (139 lb) oraz w 1987 roku w wadze do 71 kg (156 lb). Jego bilans walk amatorskich to 121 zwycięstw i 13 porażek.
Jones Jr. reprezentował Stany Zjednoczone na igrzyskach olimpijskich w Seulu, gdzie zdobył srebrny medal. W finale przegrał niezasłużenie 3-2 z reprezentantem gospodarzy, Parkiem Si-hunem. W drodze do finału Jones Jr nie przegrał nawet pojedynczej rundy. Wynik pojedynku finałowego jest powszechnie krytykowany jako niesprawiedliwy. Późniejsze analizy pojedynku wykazały, że Amerykanin zadał 86 ciosów, a jego rywal tylko 32. Incydent ten był pretekstem dla organizatorów do zmiany systemu punktowania olimpijskiego boksu.

## Kariera zawodowa

### Kategoria średnia
Na zawodowstwo przeszedł w maju 1989. Do końca 1991 stoczył 15 zwycięskich pojedynków. W styczniu 1992 pokonał przez techniczny nokaut już w pierwszej rundzie byłego mistrza WBC, Jorge Vaca. Do końca roku stoczył jeszcze cztery zwycięskie pojedynki (m.in. z przyszłym mistrzem świata WBA, Jorge Fernando Castro). W lutym 1993 już w pierwszej rundzie, po ciosie na korpus, pokonał Glenna Wolfe, a 3 miesiące później, 22 maja 1993, pokonał na punkty Bernarda Hopkinsa i zdobył brakujący tytuł mistrza świata IBF w kategorii średniej. Był to pierwszy pojedynek mistrzowski dla obu pięściarzy.
Jones Jr. stoczył następnie trzy zwycięskie nietytułowe walki (m.in. z przyszłym mistrzem świata WBC w kategorii super średniej, Thulani Malingą). Pierwszy i jedyny raz swój tytuł obronił 27 maja 1994, pokonując przez techniczny nokaut już w drugiej rundzie Thomasa Tate.

### Kategoria super średnia
Po tej walce Jones Jr. postanowił zmienić kategorię na wyższą i zmierzyć się z mistrzem świata IBF Jamesem Toneyem. Do walki doszło 18 listopada 1994. Jones Jr. wygrał zdecydowanie na punkty, dodatkowo w trzeciej rundzie kładąc przeciwnika na deski.
W 1995 trzykrotnie obronił swój nowy pas mistrzowski, pokonując wszystkich swoich przeciwników przez techniczny nokaut: Antoine Byrda już w pierwszej rundzie, byłego mistrza świata w kategoriach lekkiej (IBF) i junior połśredniej (WBA) Vinny Pazienzę w szóstej i Tony Thorntona w trzeciej. W styczniu następnego roku pokonał już w drugiej rundzie Merqui Sosę (walka nietytułowa), a następnie jeszcze dwukrotnie obronił swój tytuł – wygrał z przyszłym mistrzem świata WBC Erikiem Lucasem (TKO w ostatniej, dwunastej rundzie) i Bryantem Brannonem (TKO w drugiej rundzie).

### Kategoria półciężka
22 listopada 1996 zmierzył się z Mike McCallumem w walce o tytuł tymczasowego mistrza świata WBC w kategorii półciężkiej. Jones Jr. wygrał pojedynek na punkty. Wkrótce został pełnoprawnym mistrzem świata WBC po tym, jak dotychczasowy mistrz, Fabrice Tiozzo, zmienił kategorię wagową na wyższą.
21 marca 1997 doznał swojej pierwszej porażki – w pojedynku z Montellem Griffinem został zdyskwalifikowany w dziewiątej rundzie za uderzenie leżącego rywala. Zrewanżował się Griffinowi już w następnej walce, 7 sierpnia 1997, nokautując go już w pierwszej rundzie i odzyskując pas mistrzowski.
25 kwietnia 1998 znokautował w czwartej rundzie Virgila Hilla. W lipcu tego samego roku spotkał się w walce unifikacyjnej z ówczesnym mistrzem WBA, Lou Del Valle. Jones Jr. wygrał pojedynek na punkty, ale w ósmej rundzie po raz pierwszy w karierze leżał na deskach. W ostatnim pojedynku w 1998 pokonał przez techniczny nokaut w dziesiątej rundzie byłego mistrza WBO w kategorii średniej, Otisa Granta.
W 1999 stoczył tylko dwie walki. W styczniu wygrał już w drugiej rundzie z blisko czterdziestoletnim Richardem Frazierem. W czerwcu wygrał na punkty z mistrzem świata IBF, Reggie Johnsonem i stał się posiadaczem trzech pasów mistrzowskich: WBC, WBA i IBF.
W następnym roku trzykrotnie obronił swoje tytuły – w walkach z Davidem Telesco, Richardem Hallem i Erikiem Hardingiem. W lutym 2001 pokonał przez techniczny nokaut swojego rodaka Derricka Harmona. Pięć miesięcy później pokonał na punkty przyszłego mistrza świata WBO, Julio Cesara Gonzaleza. W 2002 jeszcze dwukrotnie bronił swoich mistrzowskich pasów, nokautując w lutym Glena Kelly, a siedem miesięcy później Clintona Woodsa. W listopadzie 2008 Roy stoczył pojedynek z mistrzem świata Joe Calzaghe, pojedynek trwał 12 rund, po których Roy musiał uznać wyższość rywala.

### Kategoria ciężka
1 marca 2003 zmierzył się z mistrzem świata WBA w kategorii ciężkiej, Johnem Ruizem. Jones Jr. pokonał Ruiza i został drugim bokserem w historii (pierwszym był Bob Fitzsimmons 106 lat wcześniej), który zdobył tytuły mistrza świata w kategorii średniej i ciężkiej. Jones Jr. nigdy nie bronił swojego nowego pasa mistrzowskiego.

### Powrót do kategorii półciężkiej
8 listopada 2003 zmierzył się z Antonio Tarverem, który przejął po Jonesie Jr. pas mistrzowski WBC. Walka zakończyła się zwycięstwem Jonesa jr. decyzją większości na punkty. 15 maja 2004 doszło do pojedynku rewanżowego obu pięściarzy. Tym razem lepszy okazał się Tarver, który już w drugiej rundzie pojedynczym ciosem lewą ręką znokautował rywala. Jones Jr. zdołał wstać, jednak był zbyt oszołomiony i sędzia był zmuszony przerwać pojedynek.
25 września 2004 doznał kolejnej porażki – w pojedynku o pas mistrzowski IBF został ciężko znokautowany w dziewiątej rundzie przez Glena Johnsona. Po tej porażce Jones Jr. miał roczną przerwę w boksowaniu. Powrócił 1 października 2005 w trzecim pojedynku z Tarverem, przegrał jednak na punkty jednogłośną decyzją sędziów.

### Komentator w HBO
Po porażce z Tarverem Jones Jr. zaczął pracować jako komentator bokserski w HBO. Jego kariera na tym stanowisku nie trwała jednak długo – w styczniu 2006 został zwolniony z powodu braku zaangażowania.

### Powrót na ring

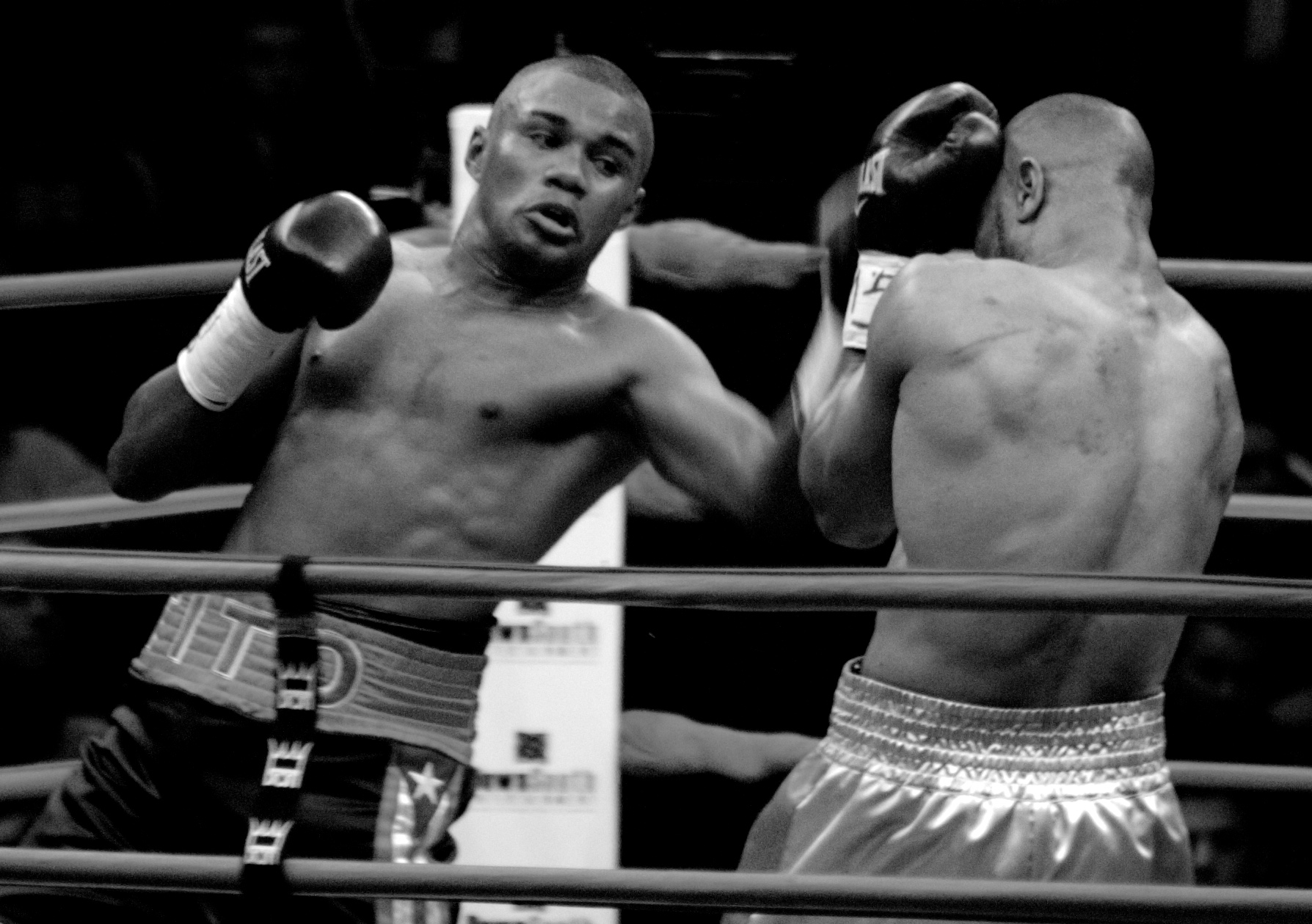
Roy Jones Jr. podczas walki z Félixem Trinidadem 19 stycznia 2008

29 lipca 2006 w Qwest Arena w Idaho udanie powrócił na ring, pokonując na punkty Prince’a Badi Ajamu i tym samym zdobył pas WBO NABO w kategorii półciężkiej.
Niemal rok później 14 lipca 2007 r. w Missisipi przez jednogłośną decyzję sędziów na punkty pokonał Anthony’ego Hanshawa w walce, w której stawką był pas mistrzowski IBC w wadze półciężkiej.
19 stycznia 2008 pokonał zdecydowanie na punkty powracającego do boksowania po trzech latach przerwy Féliksa Trinidada. Trinidad był dwukrotnie liczony – w siódmej i dziesiątej rundzie.
11 sierpnia 2008 roku w Madison Square Garden po dwunastorundowym pojedynku przegrał na punkty przez jednogłośną decyzję sędziów z Joem Calzaghe.
28 marca 2009 r. zmierzył się z Omarem Sheika w swojej rodzinnej Pensacoli na Florydzie. Jones przeważał przez cały czas trwania pojedynku i wygrał go w piątej rundzie przez decyzje sędziego.
15 sierpnia 2009 r. w walce z Jeffem Lacym zdominował swojego rywala, który przegrał przez poddanie pomiędzy dziesiątą a jedenastą rundą.
2 grudnia 2009 r. w Sydney w walce wieczoru o pas IBO w kategorii junior ciężkiej z broniącym tytułu Dannym Greenem, Roy Jones Jr. przegrał przez techniczny nokaut w pierwszej rundzie.
3 kwietnia 2010 r. przegrał jednogłośnie na punkty, po dwunastorundowej walce z Bernardem Hopkinsem. Była to druga walka pomiędzy tymi bokserami. Pierwszy pojedynek zakończył się zwycięstwem Roya Jonesa Jr.
21 maja 2011 r., po ponad rocznej przerwie przegrał przez ciężki nokaut w ostatniej, dziesiątej rundzie walki z Dienisem Lebiediewem
10 grudnia 2011 roku pokonał na przestrzeni dziesięciu rund Maxa Alexandra tym samym zdobył pas UBO w kategorii junior ciężkiej.
30 czerwca 2012 roku po kontrowersyjnej decyzji sędziów wygrał niejednogłośnie na punkty z Polakiem Pawłem Głażewskim na gali "Starcie Tytanów" w łódzkiej Atlas Arenie. Warto wspomnieć, że początkowo walka planowana była pomiędzy Royem Jonesem Jr. a Dawidem Kosteckim. Niestety, w wyniku działalności przestępczej Kosteckiego, trafił on do więzienia, a pojedynek przypadł w udziale rezerwowemu Pawłowi Głażewskiemu.
23 grudnia 2013 w walce wieczoru na gali w Moskwie Jones pokonał wyraźnie na punkty 120:108, 119:109 i 118:111 Francuza Zine Eddine Benmakhloufa i zdobył mało znaczący wakujący pas WBU w wadze junior ciężkiej.
28 lipca 2014 w Rydze wygrał przez poddanie w piątej rundzie z Brytyjczykiem Courtneyem Fry, a 26 września 2014 w rosyjskim Krasnodarze znokautował w pierwszej rundzie Egipcjanina Hany’ego Atiyo, broniąc po raz drugi pasa WBU kategorii junior ciężkiej.
6 marca 2015 w Concord w Karolinie Północnej pokonuje przez techniczny nokaut w drugiej rundzie Amerykanina Williego Williamsa (14-8-2, 4 KO), a 28 marca 2015 w Pensacoli na Florydzie w pierwszej rundzie innego rodaka Paula Vasqueza (10-6-1, 3 KO).
16 sierpnia 2015 w Mashantucket znokautował w szóstej rundzie Amerykanina Erica Watkinsa (12-10-2, 5 KO).

## Kariera muzyczna
Jones Jr. zaczął karierę rapera w 2001 wydając album Round One:The Album. W 2004 założył zespół – Body Head Bangerz, z którym następnie nagrał płytę Body Head Bangerz: Volume One.

## Kariera filmowa
- Świat według Bundych w odcinku "Torch Song Duet" (1996) jako on sam
- Adwokat diabła (1997) – gościnnie
- Gliniarz z dżungli (1997) w odcinku "Sweet Science" - Sweet Roy Williams
- New Jersey Turnpikes (1999) – nieznany
- The Wayans Brothers w odcinku „Rope-a-Dope” (1999) jako on sam
- Matrix Reaktywacja (2003) – Captain Ballard
- Enter the Matrix (2003) (gra wideo) – Captain Ballard
- Cordially Invited (2007) – Lenny Banks
- Fighter (2009) – anonser walki
- Universal Soldier: Day of Reckoning (2012) – uniwersalny żołnierz w kantynie

## Rosyjskie obywatelstwo
19 sierpnia 2015 Jones spotkał się z prezydentem Rosji Władimirem Putinem. W trakcie rozmowy zabiegał o uzyskanie rosyjskiego obywatelstwa, które otrzymał 12 września tego samego roku.